# Mazatlán
Mazatlán – miasto w zachodnim Meksyku, w stanie Sinaloa, nad Oceanem Spokojnym naprzeciwko przylądka Cabo San Lucas leżącego na krańcu Półwyspu Kalifornijskiego. Około 380 tys. mieszkańców. Miasto określane jako "Perła Pacyfiku" ze względu na piękne plaże. W mieście rozwinął się przemysł cukrowniczy, tytoniowy, metalowy, cementowy oraz włókienniczy. Ośrodek turystyczny.
W mieście znajduje się jaskinia La Cueva Del Diablo. Podobno dawniej piraci ukryli w pieczarze skarby lub też sataniści wykorzystywali jaskinię do swoich mrocznych rytuałów. Popularna jest opowieść o 2 kobietach, które spotkały w tym miejscu Lucyfera w postaci przystojnego mężczyzny. Nocami podobno z jaskini wydobywa się czerwone światło. Wiele osób uważa, że La Cueva Del Diablo to prawdziwa brama do piekła.
Miejscy historycy twierdzą, że w jaskini były składowane materiały wybuchowe w czacie zakrojonych na szeroką skalę prac budowlanych w Mazatlán przed wieloma laty. Być może stąd jest wyczuwany w pobliżu wejścia do jaskini lekki zapach siarki.

## Gmina Mazatlan

Położenie gminy Mazatlan na mapie stanu Sinaloa

Miasto jest siedzibą władz gminy Mazatlan, jednej z 18 gmin w stanie Sinaloa. Według spisu z 2005 roku ludność gminy liczyła 438 484 mieszkańców. Teren gminy ma bardzo zróżnicowaną powierzchnię; od płaskich i nizinnych regonów na wybrzeżu po ponad 1900-metrowe wzniesienia w górach Sierra Madre Occidental, leżących na granicy ze stanem Durango. 
Gminę utworzono w 1900 roku decyzją gubernatora stanu Sinaloa. Ludność gminy jest zatrudniona według ważności w następujących gałęziach: rolnictwie, hodowli, rybołówstwie, górnictwie, przemyśle i usługach turystycznych. 
Najczęściej uprawia się fasolę, sorgo, kukurydzę, paprykę chili, arbuzy, a także wiele gatunków sadowniczych m.in. mango, awokado, sapodilę i kokos.

## Miasta partnerskie
- Hamm, Niemcy
- Santa Monica, Stany Zjednoczone
- Seattle, Stany Zjednoczone
- Puntarenas, Kostaryka
- Grande Prairie, Kanada
- Durango, Meksyk

## Przypisy

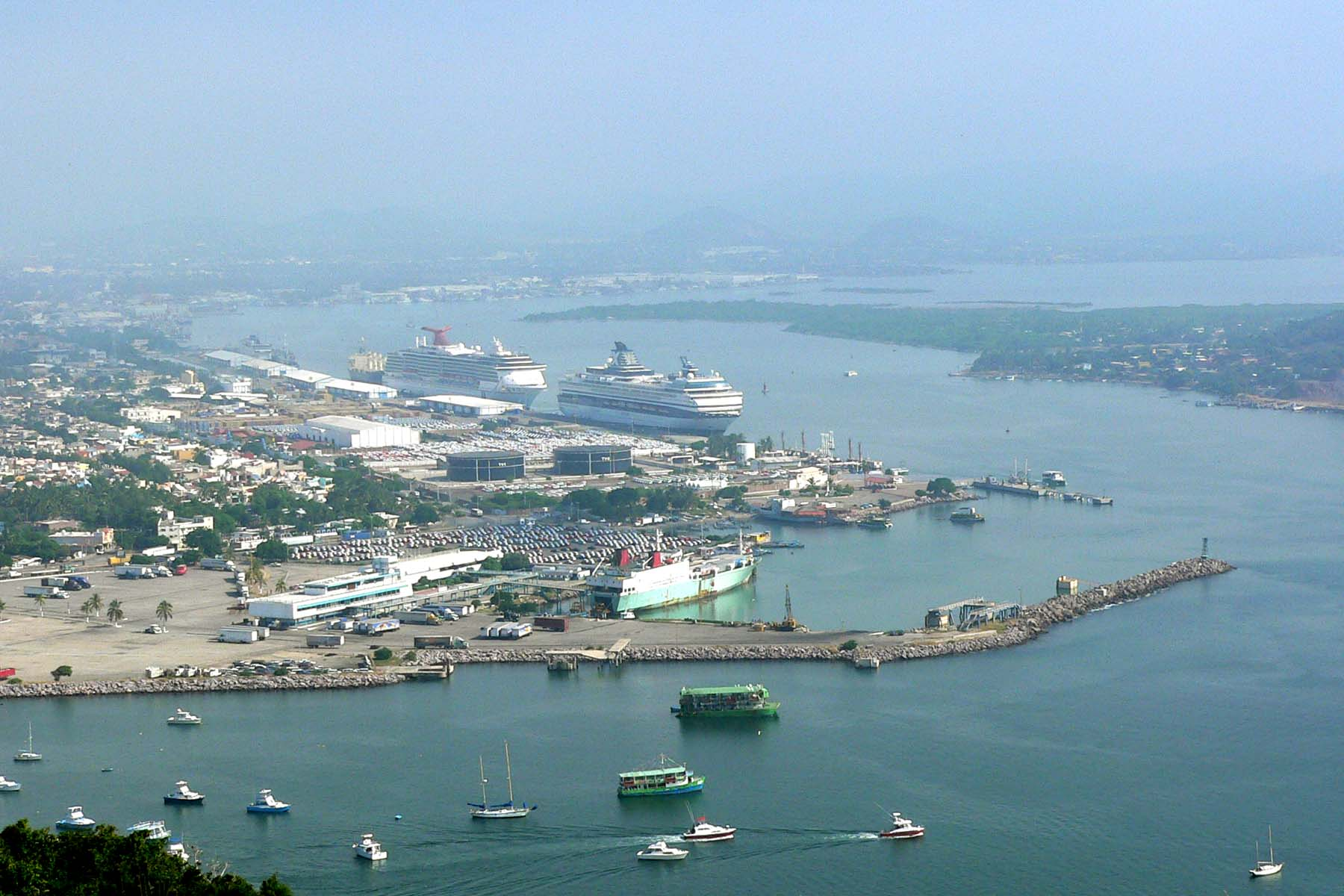
Port w Mazatlán